# Karel Reisz
Karel Reisz (21 de juliol del 1926, Ostrava, Txecoslovàquia - 25 de novembre del 2002, Londres) fou un director de cinema britànic d'origen txecoslovac.

## Biografia
Reisz fou un refugiat jueu, essent una de les 669 persones rescatades per Sir Nicholas Winton. Els seus pares van morir a Auschwitz. Després d'atendre la Leighton Park School, s'uní a la Royal Air Force cap a la Segona Guerra Mundial. Després del final de la guerra, Reisz ensenyà ciències naturals a l'Emmanuel College, Cambridge, i començà a escriure per a revistes de cinema, incloent-hi Sight and Sound. El 1947 cofundà la revista Sequence juntament amb Lindsay Anderson i Gavin Lambert.
Reisz fou un dels fundadors del moviment cinematogràfic Free Cinema. El seu primer curtmetratge: Momma don't allow, codirigit per Tony Richardson, fou inclòs en la primera exhibició de Free Cinema al National Film Theatre el febrer del 1956. Un altre dels seus primers treballs fou el documental We are the Lambeth boys sobre un club de nois al sud de Londres. Aquest documental representà el Regne Unit al Festival Internacional de Cinema de Venècia.
El primer llargmetratge de Reisz fou Saturday Night and Sunday Morning (1960), basat en la novel·la homònima d'Alan Sillitoe. El 1963 produí This sporting life, dirigida per Lindsay Anderson i el 1966 dirigí Morgan! amb un guió de David Mercer. El 1968 realitzà Isadora, basada en la vida de la ballarina Isadora Duncan. Durant els anys 1970 dirigí diverses pel·lícules, incloent-hi The Gambler i Neu que crema.
El 1981 dirigí The French Lieutenant's Woman, adaptada de la novel·la de John Fowles i protagonitzada per Jeremy Irons i Meryl Streep. Els seus últims films foren Dolços somnis (1985) i Everybody Wins.
Reisz va estar casat en dues ocasions. La seva primera dona fou Julia Coppard, amb qui va tenir tres fills. La parella es divorcià. La segona esposa fou Betsy Blair, amb qui va romandre casat fins a la seva mort. Reisz morí a Camden (Londres).